# 사라 비아시니
사라 비아시니(Sarah Biasini, 1977년 7월 21일 ~ )는 프랑스의 배우로, 프랑스와 독일의 전설적인 배우 로미 슈나이더의 딸이다.

## 출연 작품
- 파트너스 어게인스트 크라임 (2012)